# ヴィッラノーヴァ・デル・ゲッボ
ヴィッラノーヴァ・デル・ゲッボ（伊: Villanova del Ghebbo）は、イタリア共和国ヴェネト州ロヴィーゴ県にある、人口約2,000人の基礎自治体（コムーネ）。

## 地理

### 位置・広がり

#### 隣接コムーネ
隣接するコムーネは以下の通り。
- コスタ・ディ・ロヴィーゴ
- フラッタ・ポレージネ
- レンディナーラ
- ルージア
- ロヴィーゴ

### 気候分類・地震分類
ヴィッラノーヴァ・デル・ゲッボにおけるイタリアの気候分類 (it) および度日は、zona E, 2410 GGである。
また、イタリアの地震リスク階級 (it) では、zona 3 (sismicità bassa) に分類される。